# Pterogramma palliceps
Pterogramma palliceps är en tvåvingeart som först beskrevs av Johnson 1915.  Pterogramma palliceps ingår i släktet Pterogramma och familjen hoppflugor. Inga underarter finns listade i Catalogue of Life.